# Dan Weil
Dan Weil (...) è uno scenografo francese.
Laureatosi a La Fémis, ha collaborato più volte con Luc Besson, soprattutto in Nikita (1990), Léon (1994) e Il quinto elemento (1997), per il quale ha vinto il premio César per la migliore scenografia. A partire da The Bourne Identity (2002), ha cominciato a lavorare a Hollywood, collaborando più volte coi registi Doug Liman ed Edward Zwick.

## Filmografia

### Cinema
- La tristezza e la bellezza (Tristesse et Beauté), regia di Joy Fleury (1985)
- Black Mic Mac, regia di Thomas Gilou (1986)
- Kamikaze, regia di Didier Grousset (1986)
- Le Grand Bleu, regia di Luc Besson (1988)
- Moitié-moitié, regia di Paul Boujenah (1989)
- Nikita, regia di Luc Besson (1990)
- La vita sospesa (Hors la vie), regia di Maroun Bagdadi (1991)
- Jesuit Joe, regia di Olivier Austen (1993)
- IP5 - L'isola dei pachidermi (IP5: L'île aux pachydermes), regia di Jean-Jacques Beineix (1992)
- Léon, regia di Luc Besson (1994)
- Les Truffes, regia di Bernard Nauer (1995)
- Poeti dall'inferno (Total Eclipse), regia di Agnieszka Holland (1995)
- Il quinto elemento (Le Cinquième Élément), regia di Luc Besson (1997)
- Le Cousin, regia di Alain Corneau (1997)
- Belle Maman, regia di Gabriel Aghion (1999)
- Le Libertin, regia di Gabriel Aghion (2000)
- The Dancer, regia di Frédéric Garson (2000)
- The Bourne Identity, regia di Doug Liman (2002)
- King Arthur, regia di Antoine Fuqua (2004)
- Pédale dure, regia di Gabriel Aghion (2004)
- Syriana, regia di Stephen Gaghan (2005)
- Blood Diamond - Diamanti di sangue (Blood Diamond), regia di Edward Zwick (2006)
- Les Deux Mondes, regia di Daniel Cohen (2007)
- Defiance - I giorni del coraggio (Defiance), regia di Edward Zwick (2008)
- Grace di Monaco (Grace of Monaco), regia di Olivier Dahan (2014)
- Mon roi - Il mio re (Mon roi), regia di Maïwenn (2015)
- Barry Seal - Una storia americana (American Made), regia di Doug Liman (2017)
- Chaos Walking, regia di Doug Liman (2021)

### Televisione
- Possessions – miniserie TV, 6 puntate (2020)
- The Serpent Queen – serie TV, 16 episodi (2022-2024)
- Franklin, regia di Tim Van Patten – miniserie TV, 6 puntate (2024)

## Riconoscimenti
- Premio César
  - 1991 - Candidatura per la migliore scenografia per Nikita
  - 1998 - Migliore scenografia per Il quinto elemento